# Sarvajärvi
Sarvajärvi är en sjö i kommunen Kuhmois i landskapet Mellersta Finland i Finland. Sjön ligger 130,7 meter över havet. Arean är 1,12 kvadratkilometer och strandlinjen är 9,58 kilometer lång. Sjön  ingår i Kymmene älvs huvudavrinningsområde.   Den ligger omkring 72 kilometer söder om Jyväskylä och omkring 160 kilometer norr om Helsingfors. 
I sjön finns öarna Kylmäsaari, Hakosaari, Laivasaari, Pieni Selkäsaari, Talassaari, Kalliosaari, Iso Selkäsaari, Haapasaari och Kuivasaari. Norr om Sarvajärvi ligger Kiviselkä. 